# Acaena caesiiglauca
Acaena caesiiglauca é uma espécie de rosácea do gênero Acaena, pertencente à família Rosaceae.